# Box-office France 1984
Cet article traite du box-office cinéma de 1984 en France.
Cette année, 363 films sortent sur les écrans, dans la moyenne de la période (alors que plus de 400 films sortaient à la fin des années 1970).
Avec 190,9 millions de spectateurs, l'année 1984 est encore une année de fréquentation élevée, la dernière avant la chute créée par la création de chaines de télévision privées (Canal + est lancé en novembre 1984).
Deux comédies que l'on attendait pas si haut s'impose au box-office. Les Ripoux, nouveau film d'un habitué du succès, s'affirme dans la durée et bénéficie d'un très bon accueil critique qui se matérialise par une victoire sept mois après sa sortie aux Césars. Marche à l'ombre est le premier film de Michel Blanc et connaît un succès dès sa sortie. Pourtant, il doit affronter en octobre la concurrence du nouveau Belmondo, Joyeuses pâques, qui sept mois après Les Morfalous montre que la carrière de la star française est toujours au top. Il parvient à placer deux films dans le top 10 de l'année (Gérard Depardieu en a deux également mais dans le top 20 avec Fort Saganne et Rive droite, rive gauche).
Pierre Richard connaît son dernier succès avec Le Jumeau.
Indiana Jones et le Temple maudit, suite des Aventuriers de l'arche perdue, est à la hauteur du premier épisode et surtout qui démontre l'évolution en trois ans de l'accélération de la carrière des blockbusters. Il suffit de quatre semaines au film de Steven Spielberg pour atteindre le million d'entrées sur Paris-périphérie contre plus de 10 pour Les Aventuriers de l'arche perdue.
Le cinéma allemand qui se faisait remarquer à nouveau dans le cercle des cinéphiles depuis trois ans touche le grand public avec la Palme d'or, Paris, Texas de Wim Wenders tourné en anglais avec une distribution internationale. À Paris, près de 700 000 parisiens se déplacent.
L'année est surtout marquée par :
- le triomphe d'un film d'auteur porté par une unanimité de la critique. Amadeus de Miloš Forman devient un film événement qui sera consacré par les Oscars et un César. À Paris, c'est un triomphe avec plus de 1,4 million de spectateurs ;
- Alfred Hitchcock voit cinq de ses films des années 1950 ressortir pour la première fois en France dans une combinaison de salles confortable. C'est un véritable engouement d'une nouvelle génération de spectateurs qui redécouvrent l'auteur au cinéma. Fenêtre sur cour (409 284 entrées sur Paris-périphérie), Sueurs froides (302 742 entrées) et L'Homme qui en savait trop (264 176 entrées) seront les premiers à sortir en 1984.

## Les films à plus d'un million d'entrées
| Rang | Titre                             | Pays | Réalisateur                                | Entrées   |
| ---- | --------------------------------- | ---- | ------------------------------------------ | --------- |
| 1.   | Marche à l'ombre                  |      | Michel Blanc                               | 6 168 425 |
| 2.   | Les Ripoux                        |      | Claude Zidi                                | 5 882 397 |
| 3.   | Indiana Jones et le Temple maudit |      | Steven Spielberg                           | 5 683 254 |
| 4.   | Amadeus                           |      | Miloš Forman                               | 4 585 292 |
| 5.   | Les Morfalous                     |      | Henri Verneuil                             | 3 621 540 |
| 6.   | Gremlins                          |      | Joe Dante                                  | 3 586 516 |
| 7.   | Greystoke, la légende de Tarzan   |      | Hugh Hudson                                | 3 466 560 |
| 8.   | Joyeuses Pâques                   |      | Georges Lautner                            | 3 428 889 |
| 9.   | À la poursuite du diamant vert    |      | Robert Zemeckis                            | 3 157 966 |
| 10.  | SOS Fantômes                      |      | Ivan Reitman                               | 2 939 369 |
| 11.  | La Vengeance du serpent à plumes  |      | Gérard Oury                                | 2 663 303 |
| 12.  | Pinot simple flic                 |      | Gérard Jugnot                              | 2 418 756 |
|      | Merlin l'Enchanteur (rep)         |      | Wolfgang Reitherman                        | 2 400 000 |
|      | Robin des Bois (rep)              |      | Wolfgang Reitherman                        | 2 400 000 |
| 13.  | Carmen                            |      | Francesco Rosi                             | 2 200 601 |
| 14.  | Fort Saganne                      |      | Alain Corneau                              | 2 157 767 |
| 15.  | Vive les femmes !                 |      | Claude Confortès                           | 2 064 455 |
| 16.  | Rue barbare                       |      | Gilles Béhat                               | 2 050 496 |
| 17.  | Paris, Texas                      |      | Wim Wenders                                | 2 019 539 |
| 18.  | Le Jumeau                         |      | Yves Robert                                | 1 737 306 |
| 19.  | Le Joli Cœur                      |      | Francis Perrin                             | 1 687 346 |
| 20.  | Paroles et Musique                |      | Élie Chouraqui                             | 1 654 425 |
| 21.  | Police Academy                    |      | Hugh Wilson                                | 1 631 421 |
| 22.  | Rive droite, rive gauche          |      | Philippe Labro                             | 1 590 291 |
| 23.  | L'Année des méduses               |      | Christopher Frank                          | 1 554 641 |
| 24.  | Viva la vie                       |      | Claude Lelouch                             | 1 453 707 |
| 25.  | Aldo et Junior                    |      | Patrick Schulmann                          | 1 406 468 |
| 26.  | Les Cavaliers de l'orage          |      | Gérard Vergez                              | 1 338 741 |
| 27.  | L'Ascenseur                       |      | Dick Maas                                  | 1 329 418 |
| 28.  | La Femme publique                 |      | Andrzej Żuławski                           | 1 302 425 |
| 29.  | Conan le Destructeur              |      | Richard Fleischer                          | 1 285 821 |
| 30.  | Emmanuelle 4                      |      | Francis Leroi / Iris Letans                | 1 277 142 |
| 31.  | Attention les dégâts              |      | E. B. Clucher                              | 1 274 468 |
| 32.  | La Septième Cible                 |      | Claude Pinoteau                            | 1 249 022 |
| 33.  | Splash                            |      | Ron Howard                                 | 1 232 540 |
| 34.  | Il était une fois en Amérique     |      | Sergio Leone                               | 1 231 072 |
| 35.  | Le Bon Plaisir                    |      | Francis Girod                              | 1 220 980 |
| 36.  | L'Addition                        |      | Denis Amar                                 | 1 212 072 |
| 37.  | Top secret !                      |      | David Zucker / Jerry Zucker / Jim Abrahams | 1 198 917 |
| 38.  | Souvenirs, Souvenirs              |      | Ariel Zeitoun                              | 1 175 428 |
| 39.  | Un été d'enfer                    |      | Michael Schock                             | 1 138 383 |
| 40.  | Un dimanche à la campagne         |      | Bertrand Tavernier                         | 1 099 535 |
| 41.  | Don Camillo                       |      | Terence Hill                               | 1 080 969 |
| 42.  | V'la les Schtroumpfs              |      | Peyo / William Hanna / Joseph Barbera      | 1 079 540 |
| 43.  | Le Bon Roi Dagobert               |      | Dino Risi                                  | 1 070 467 |
| 44.  | Rusty James                       |      | Francis Ford Coppola                       | 1 054 444 |
| 45.  | Canicule                          |      | Yves Boisset                               | 1 024 648 |
| 46.  | Karaté Kid                        |      | John G. Avildsen                           | 1 016 343 |
|      | Fenêtre sur cour (rep)            |      | Alfred Hitchcock                           | 1 000 000 |

Par pays d'origine des films (Pays producteur principal)
- France : 28 films
- États-Unis : 11 films
- Italie : 3 films
- Allemagne : 1 film
- Belgique : 1 film
- Pays-Bas : 1 film
- Royaume-Uni : 1 film
- Total : 46 films